# Thonotosassa
Thonotosassa ist  ein census-designated place (CDP) im Hillsborough County im US-Bundesstaat Florida. Das U.S. Census Bureau hat bei der Volkszählung 2020 eine Einwohnerzahl von 15.238 ermittelt.

## Geographie
Thonotosassa liegt rund 15 km nordöstlich von Tampa. Der CDP wird von der Interstate 4 und dem U.S. Highway 301 (SR 41) tangiert.

## Geschichte
Eine Anbindung an das Eisenbahnnetz erhielt der Ort 1893 durch die Tampa and Thonotosassa Railroad, die Teil des Plant Systems war.

## Demographische Daten
Laut der Volkszählung 2010 verteilten sich die damaligen 13.014 Einwohner auf 5.939 Haushalte. Die Bevölkerungsdichte lag bei 301,3 Einw./km². 76,7 % der Bevölkerung bezeichneten sich als Weiße, 15,6 % als Afroamerikaner, 0,5 % als Indianer und 1,7 % als Asian Americans. 2,9 % gaben die Angehörigkeit zu einer anderen Ethnie und 2,7 % zu mehreren Ethnien an. 11,8 % der Bevölkerung bestand aus Hispanics oder Latinos.
Im Jahr 2010 lebten in 33,5 % aller Haushalte Kinder unter 18 Jahren sowie 27,6 % aller Haushalte Personen mit mindestens 65 Jahren. 68,4 % der Haushalte waren Familienhaushalte (bestehend aus verheirateten Paaren mit oder ohne Nachkommen bzw. einem Elternteil mit Nachkomme). Die durchschnittliche Größe eines Haushalts lag bei 2,66 Personen und die durchschnittliche Familiengröße bei 3,14 Personen.
26,3 % der Bevölkerung waren jünger als 20 Jahre, 22,9 % waren 20 bis 39 Jahre alt, 30,0 % waren 40 bis 59 Jahre alt und 20,8 % waren mindestens 60 Jahre alt. Das mittlere Alter betrug 41 Jahre. 50,3 % der Bevölkerung waren männlich und 49,7 % weiblich.
Das durchschnittliche Jahreseinkommen lag bei 39.915 $, dabei lebten 20,4 % der Bevölkerung unter der Armutsgrenze.
Im Jahr 2000 war Englisch die Muttersprache von 96,24 % der Bevölkerung und spanisch sprachen 3,76 %.

## Sehenswürdigkeiten
Am 13. Juni 1972 wurde das Fort Foster in das National Register of Historic Places eingetragen.